# SN 2005al
SN 2005al – supernowa typu Ia odkryta 24 lutego 2005 roku w galaktyce NGC 5304. W momencie odkrycia miała maksymalną jasność 15,10m.